# Віллальба
Віллальба (італ. Villalba, сиц. Villarba) — муніципалітет в Італії, у регіоні Сицилія,  провінція Кальтаніссетта.
Віллальба розташована на відстані близько 490 км на південь від Рима, 70 км на південний схід від Палермо, 28 км на північний захід від Кальтаніссетти.
Населення — 1655 осіб (2014).
Покровитель — San Giuseppe.

## Демографія
Населення за роками:

Станом на 1 січня 2023 року в муніципалітеті офіційно проживало 7 іноземців з 5 країн, серед них 4 громадяни країн Євросоюзу.

## Сусідні муніципалітети
- Каммарата
- Кастеллана-Сікула
- Маріанополі
- Муссомелі
- Петралія-Соттана
- Поліцці-Дженероза
- Валлелунга-Пратамено